# Ado (miasto)
Ado – miasto w Nigerii, w stanie Nassarawa, satelita stolicy Abudża. Według danych szacunkowych na rok 2009 liczy 28 868 mieszkańców.
Inne satelity Abudży to Mararaba i Masaka. Warunki życia w Ado są złe.